# Amerikaanse kampioenschappen wielrennen

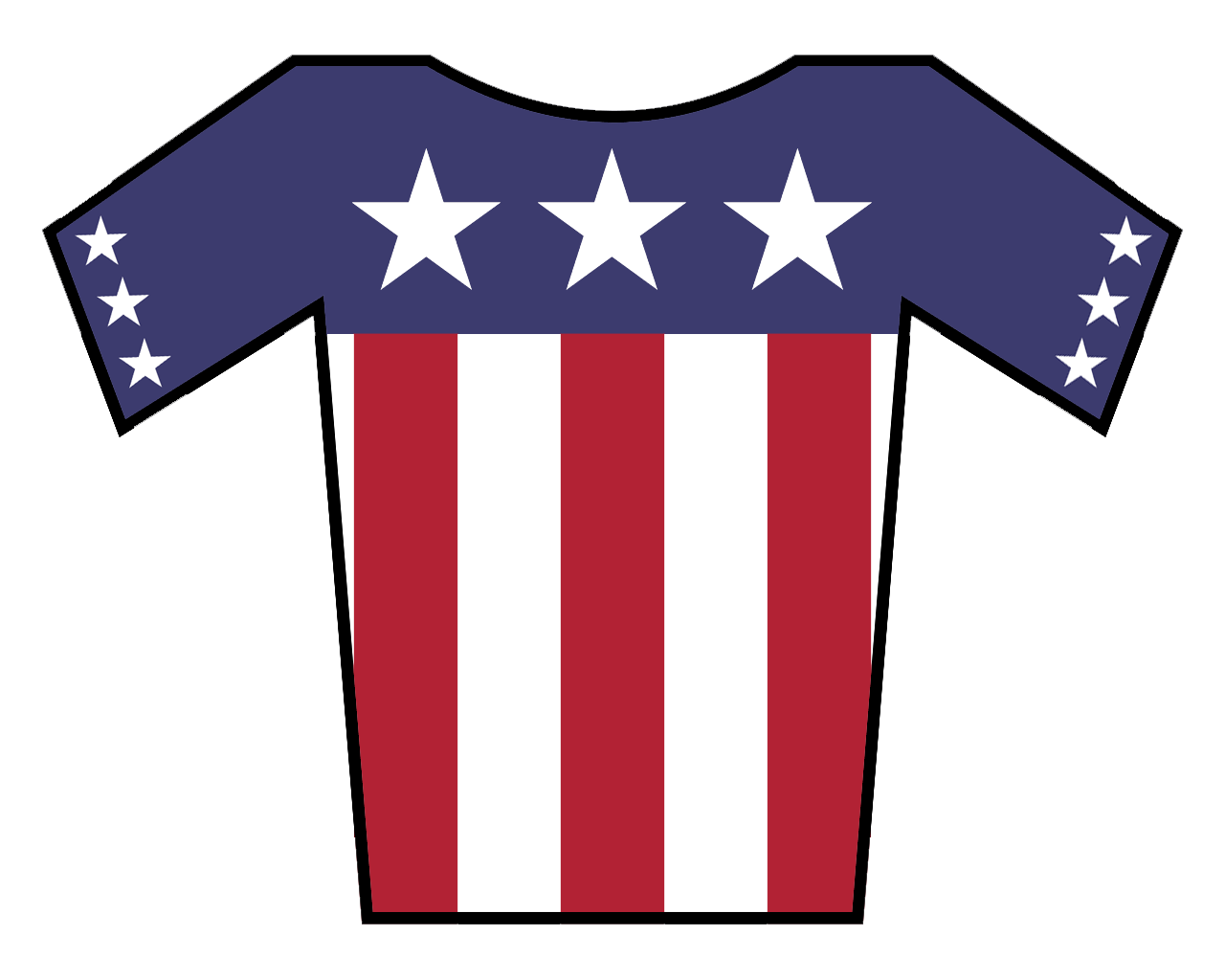
Amerikaanse kampioenstrui

Het Amerikaans kampioenschap wielrennen op de weg is in de vier onderdelen wegwedstrijd en individuele tijdrit bij zowel de mannen als de vrouwen een jaarlijkse georganiseerde wielerwedstrijd waarin door renners van 23 jaar en ouder en/of lid van een professioneel wielerteam om de nationale titel van de Verenigde Staten wordt gestreden. De winnaar draagt het hele jaar de kampioenstrui met "stars and stripes" in de categorie waarin de trui is behaald. Tot 1985 werd het kampioenschap enkel voor amateurs verreden.
Het kampioenschap van de Verenigde Staten vindt traditioneel plaats in een open wedstrijd, waarin ook buitenlanders mee mogen doen. De eerst finishende Amerikaan wordt nationaal kampioen. Recordhouders in de tijdrit zijn David Zabriskie met zeven titels bij de mannen en Mari Holden met vijf titels bij de vrouwen.

## Mannen

### Wegwedstrijd

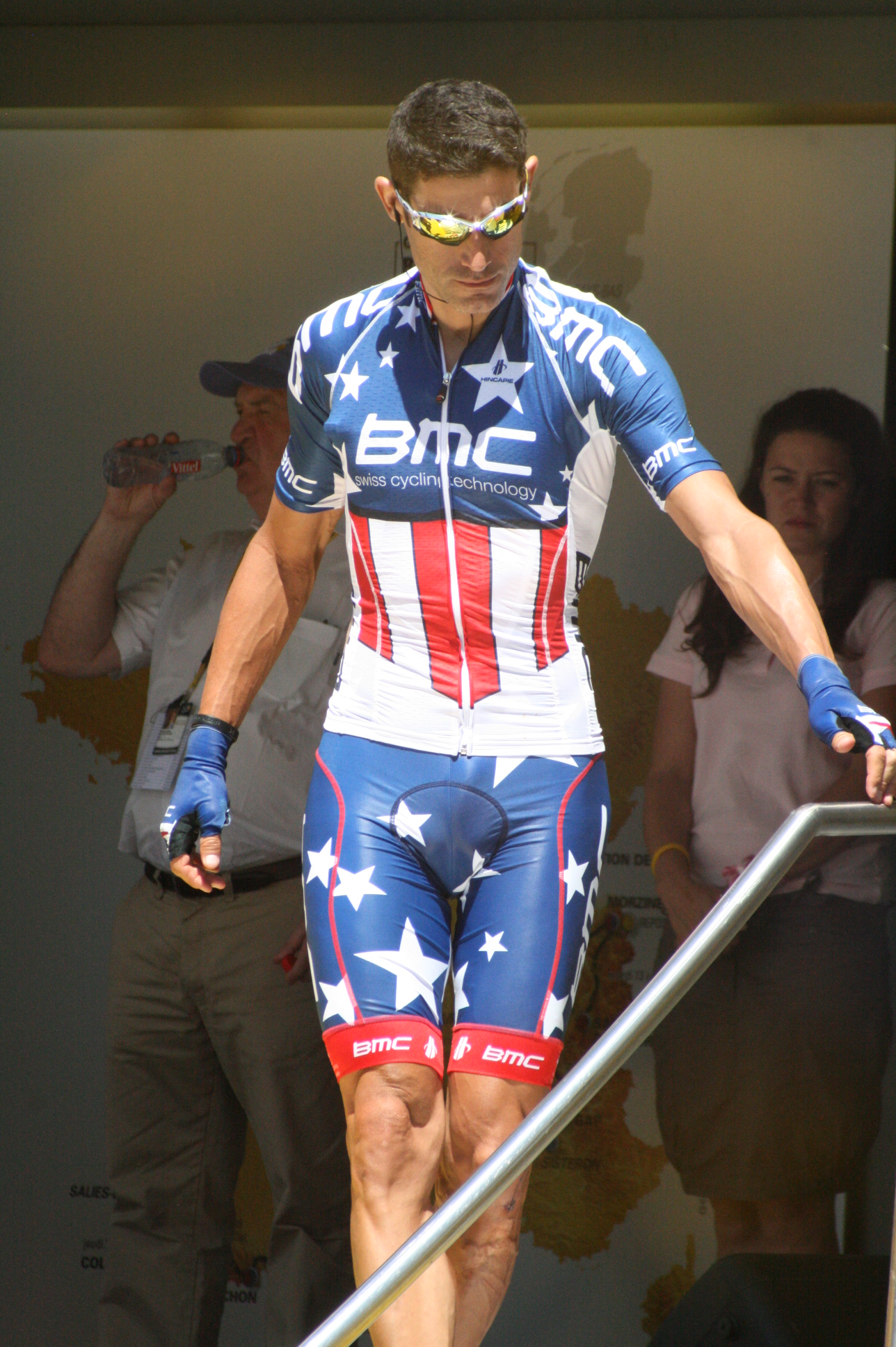
George Hincapie won in 2009

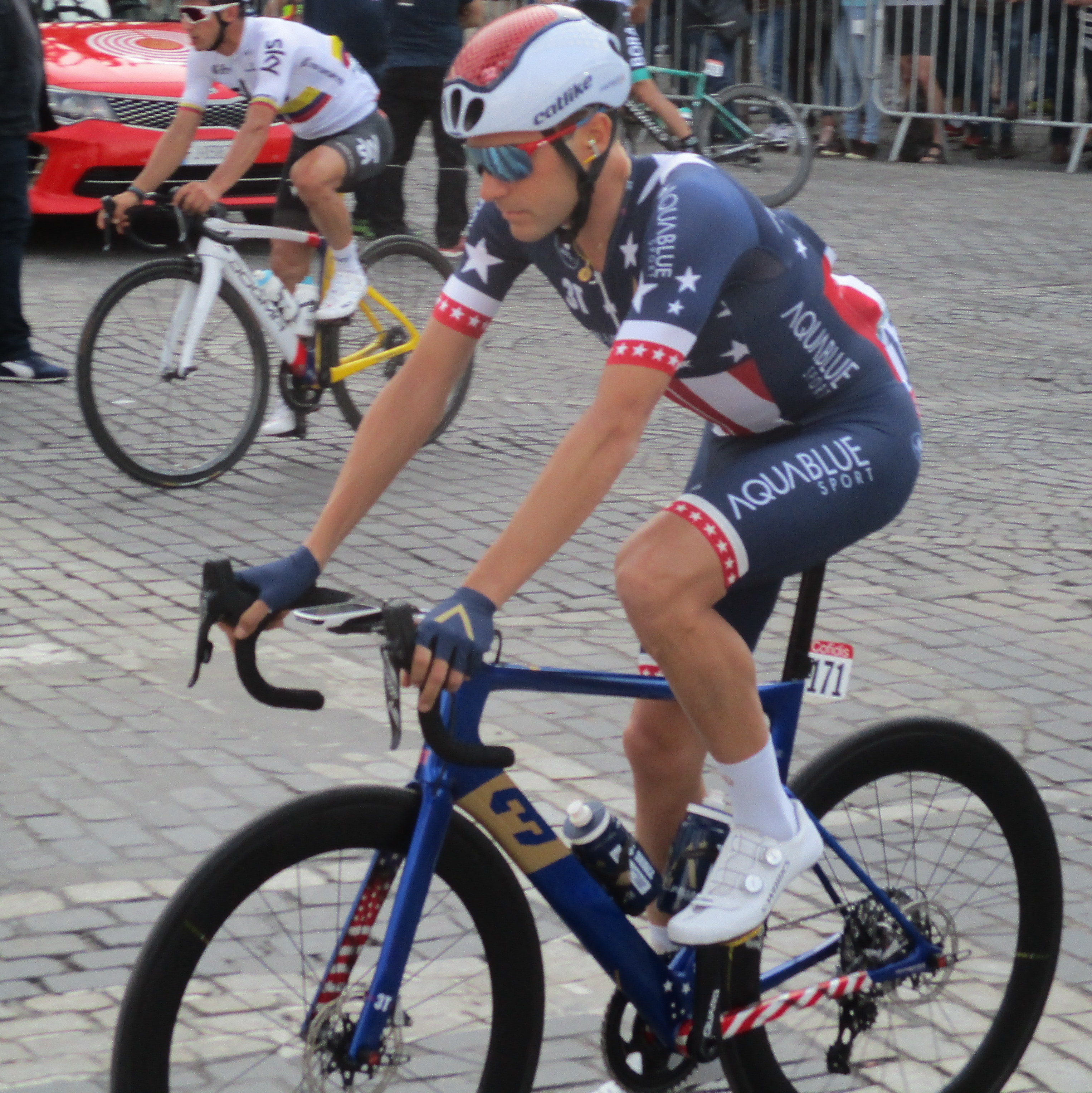
Larry Warbasse won in 2017

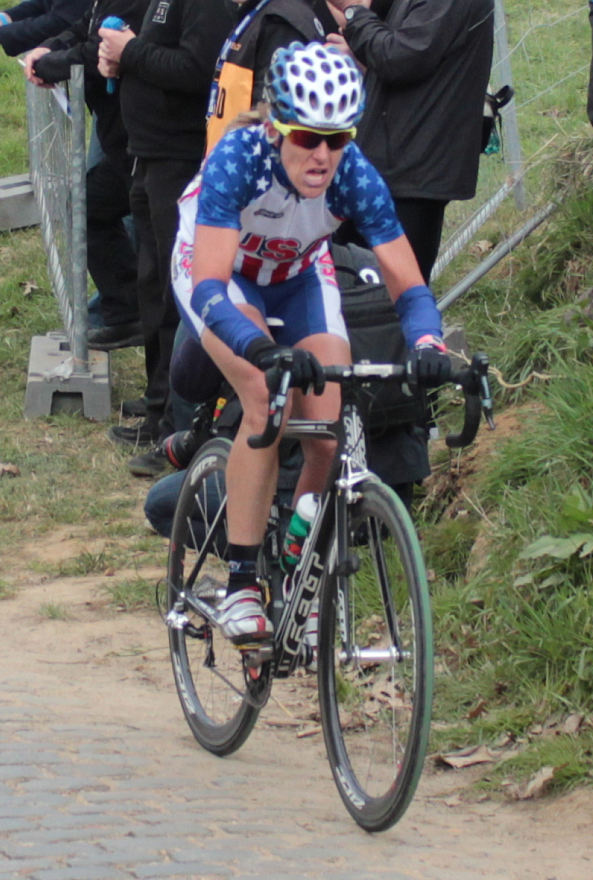
Kristin Armstrong won in 2004 en 2006.

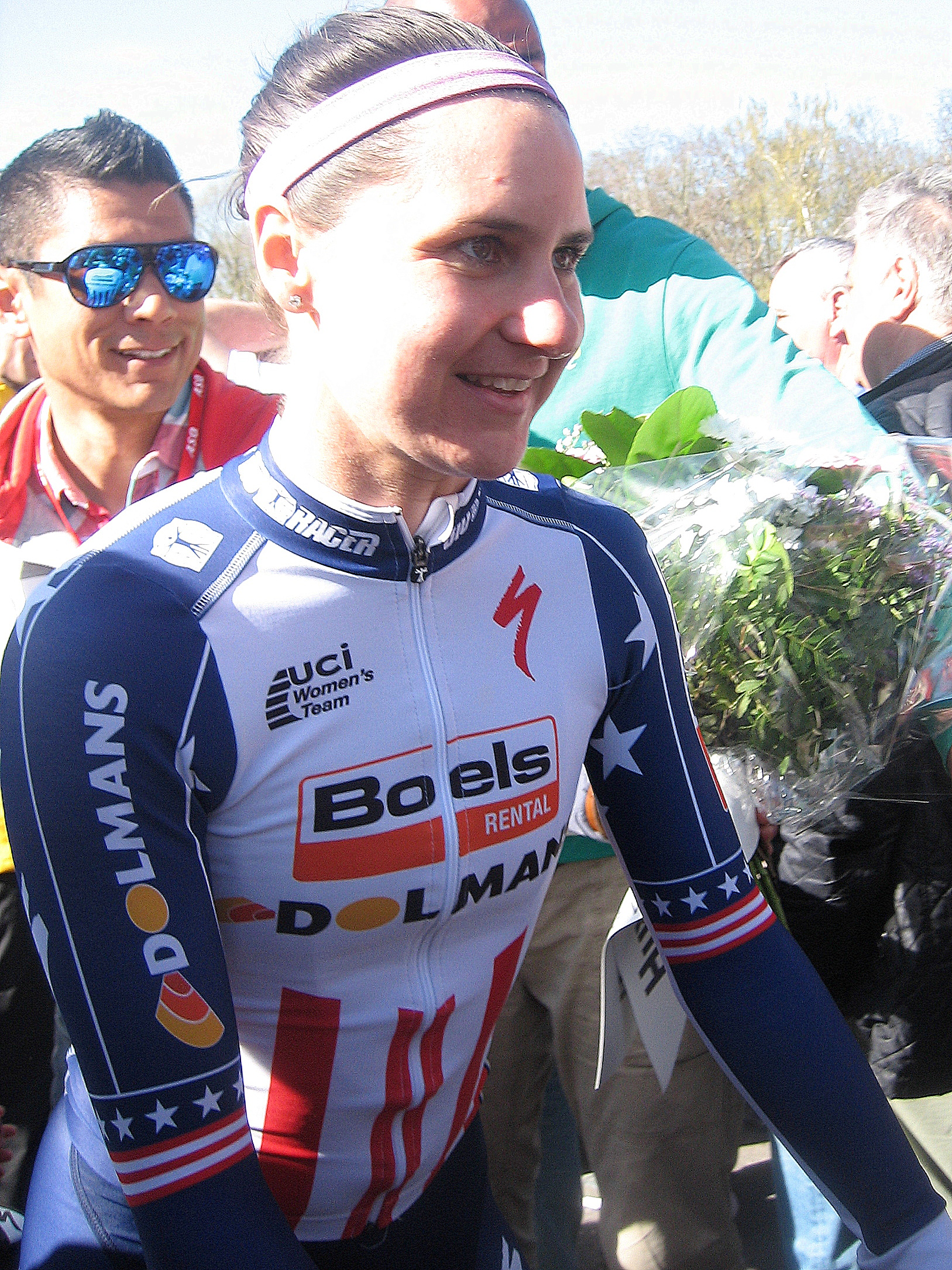
Megan Guarnier won in 2012, 2015 en 2016.

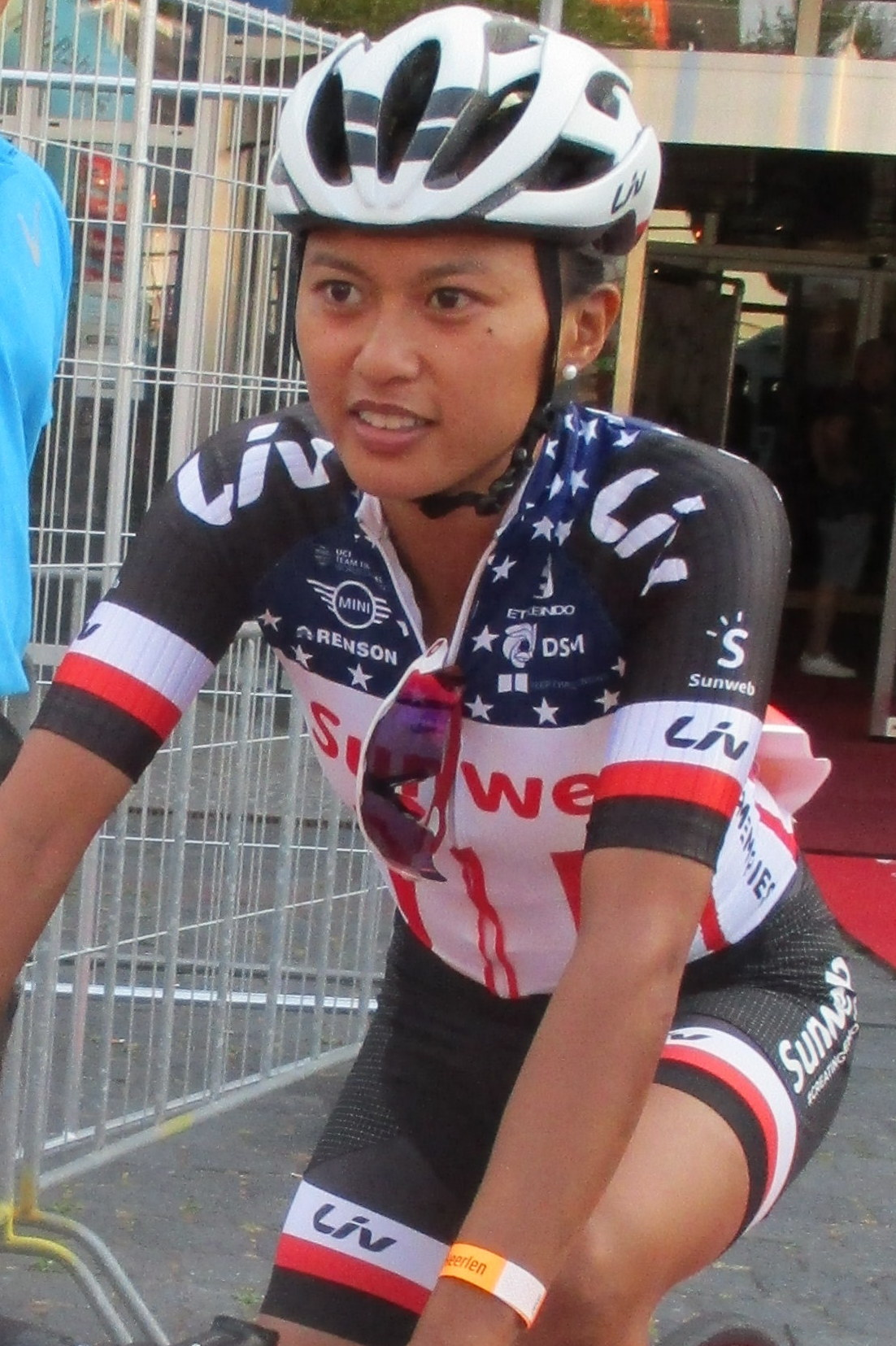
Coryn Rivera won in 2018.

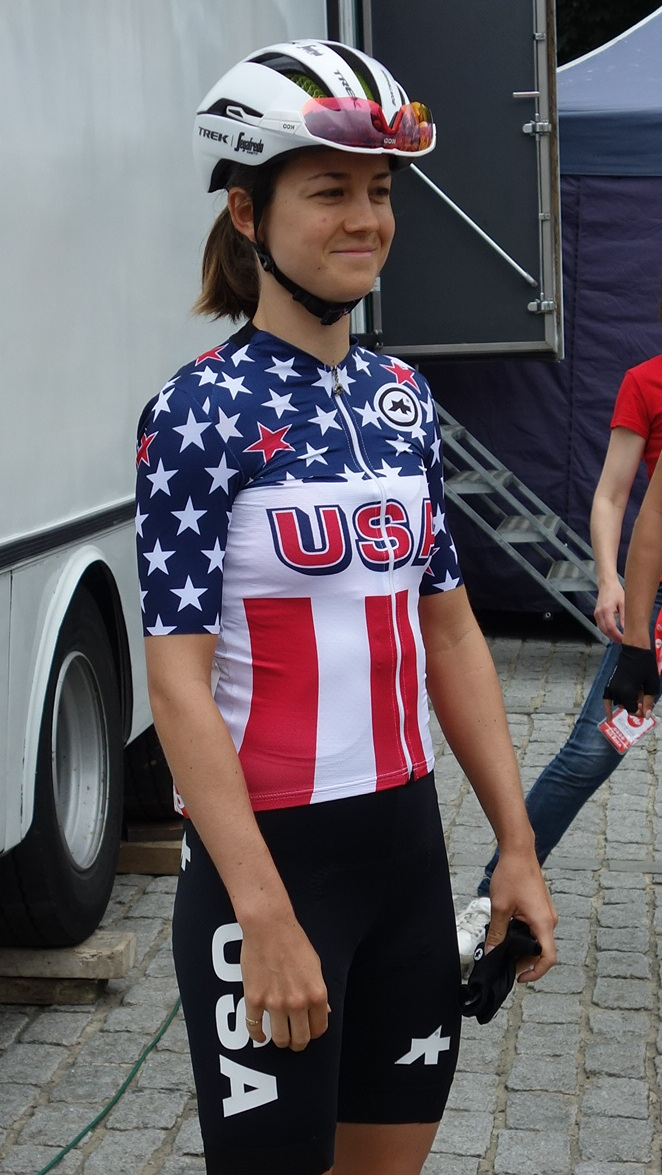
Ruth Winder won in 2019.

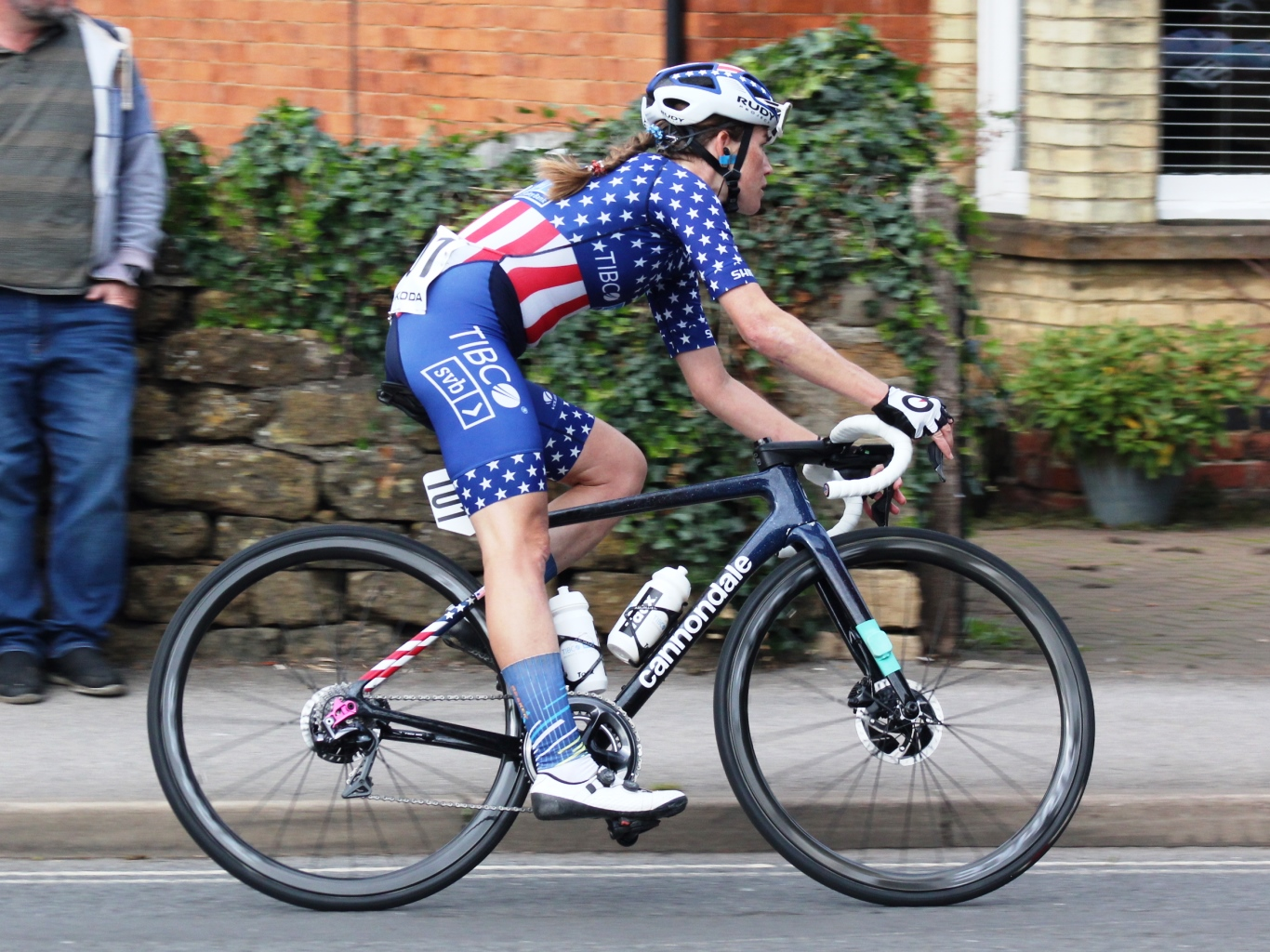
Lauren Stephens won in 2021.

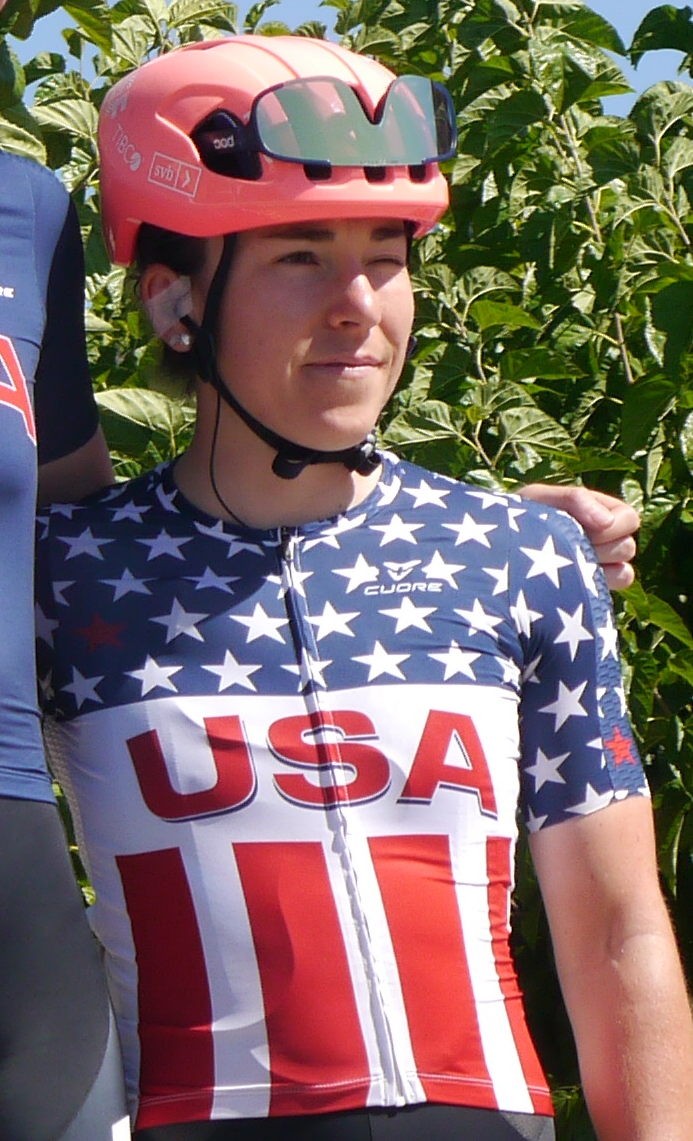
Emma Langley won in 2022.

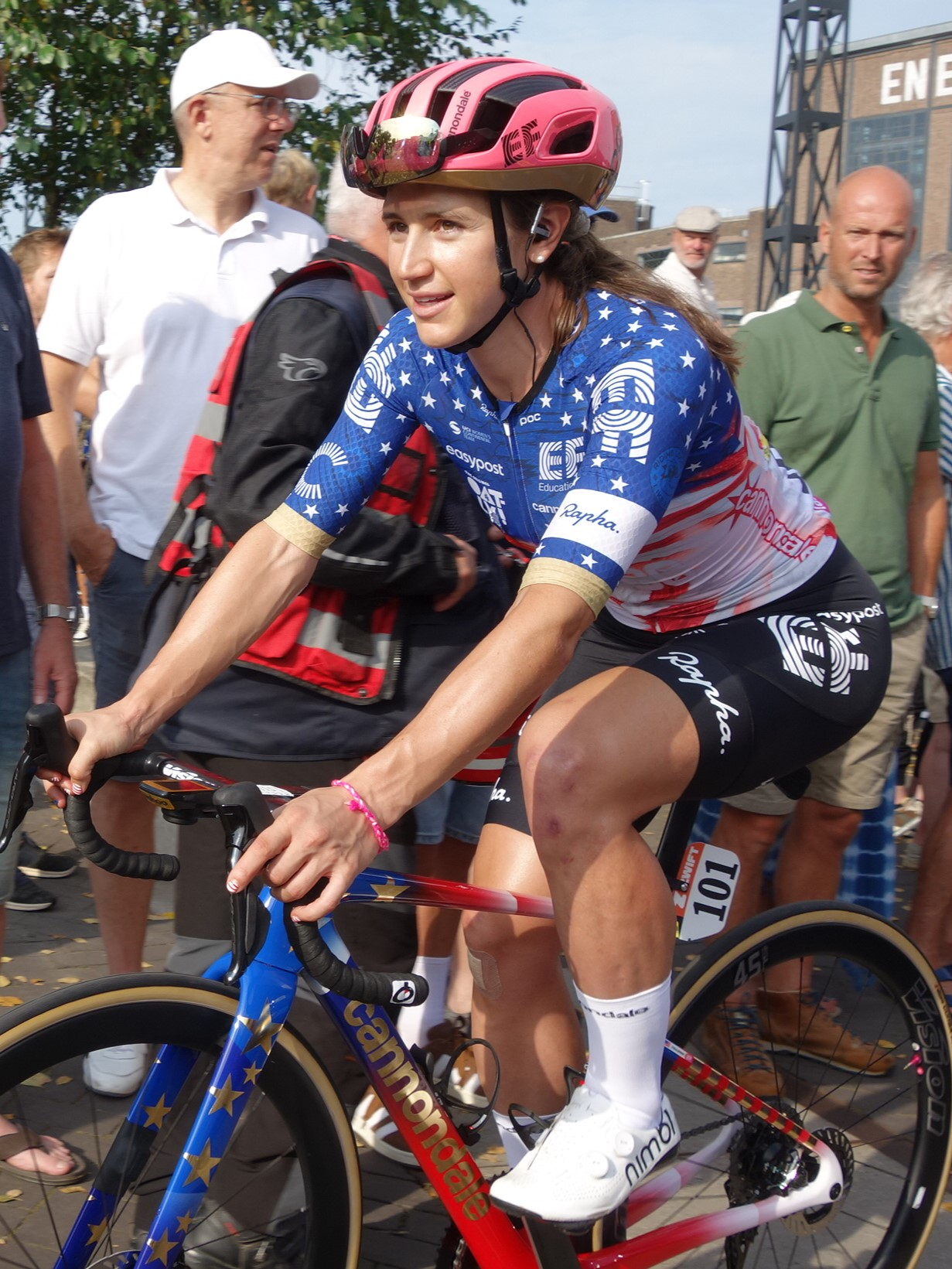
Kristen Faulkner won in 2024.

| Jaar | Goud            | Zilver           | Brons                     |
| ---- | --------------- | ---------------- | ------------------------- |
| 1985 | Eric Heiden     | Tom Broznowski   | Tom Schuler               |
| 1986 | Thomas Prehn    | Douglas Shapiro  | Thurlow Thomas Rogers     |
| 1987 | Tom Schuler     | Roy Knickman     | Gary Fornes               |
| 1988 | Ron Kiefel      | Douglas Shapiro  | Karl Maxon                |
| 1989 | Greg Oravetz    | Michael Engleman | Alexi Grewal              |
| 1990 | Kurt Stockton   | Andy Bishop      | Kenny Adams               |
| 1991 | Davis Phinney   | Kurt Stockton    | Greg Oravetz              |
| 1992 | Bart Bowen      | Andy Bishop      | Jamie Paolinetti          |
| 1993 | Lance Armstrong | Scott McKinley   | Jamie Paolinetti          |
| 1994 | Steve Hegg      | Scott Fortner    | Michael Engleman          |
| 1995 | Norman Alvis    | Clark Sheehan    | Lance Armstrong           |
| 1996 | Eddy Gragus     | Fred Rodriguez   | Chris Horner              |
| 1997 | Bart Bowen      | Frank McCormack  | Jonathan Vaughters        |
| 1998 | George Hincapie | Frank McCormack  | Mark McCormack            |
| 1999 | Marty Jemison   | Fred Rodriguez   | Guatemala Anton Villatoro |
| 2000 | Fred Rodriguez  | George Hincapie  | John Lieswyn              |
| 2001 | Fred Rodriguez  | Trent Klasna     | George Hincapie           |
| 2002 | Chann McRae     | Danny Pate       | George Hincapie           |
| 2003 | Mark McCormack  | Kevin Monahan    | David Clinger             |
| 2004 | Fred Rodriguez  | Kirk O'Bee       | Russell Hamby             |
| 2005 | Chris Wherry    | Danny Pate       | Chris Horner              |
| 2006 | George Hincapie | Levi Leipheimer  | Danny Pate                |
| 2007 | Levi Leipheimer | George Hincapie  | Neil Shirley              |
| 2008 | Tyler Hamilton  | Blake Caldwell   | Danny Pate                |
| 2009 | George Hincapie | Andrew Bajadali  | Jeff Louder               |
| 2010 | Ben King        | Alex Candelario  | Kiel Reijnen              |
| 2011 | Matthew Busche  | George Hincapie  | Ted King                  |
| 2012 | Timmy Duggan    | Frank Pipp       | Kiel Reijnen              |
| 2013 | Fred Rodriguez  | Brent Bookwalter | Kiel Reijnen              |
| 2014 | Eric Marcotte   | Travis McCabe    | Alex Howes                |
| 2015 | Matthew Busche  | Joe Dombrowski   | Kiel Reijnen              |
| 2016 | Gregory Daniel  | Alex Howes       | Travis McCabe             |
| 2017 | Larry Warbasse  | Neilson Powless  | Alexey Vermeulen          |
| 2018 | Jonathan Brown  | Robin Carpenter  | Jacob Rathe               |
| 2019 | Alex Howes      | Stephen Bassett  | Neilson Powless           |
|      |                 |                  |                           |
| 2021 | Joey Rosskopf   | Brent Bookwalter | Kyle Murphy               |
| 2022 | Kyle Murphy     | Tyler Stites     | Magnus Sheffield          |
| 2023 | Quinn Simmons   | Tyler Williams   | Tyler Stites              |
| 2024 | Sean Quinn      | Brandon McNulty  | Neilson Powless           |
| 2025 | Quinn Simmons   | Evan Boyle       | Gavin Hlady               |

### Tijdrit

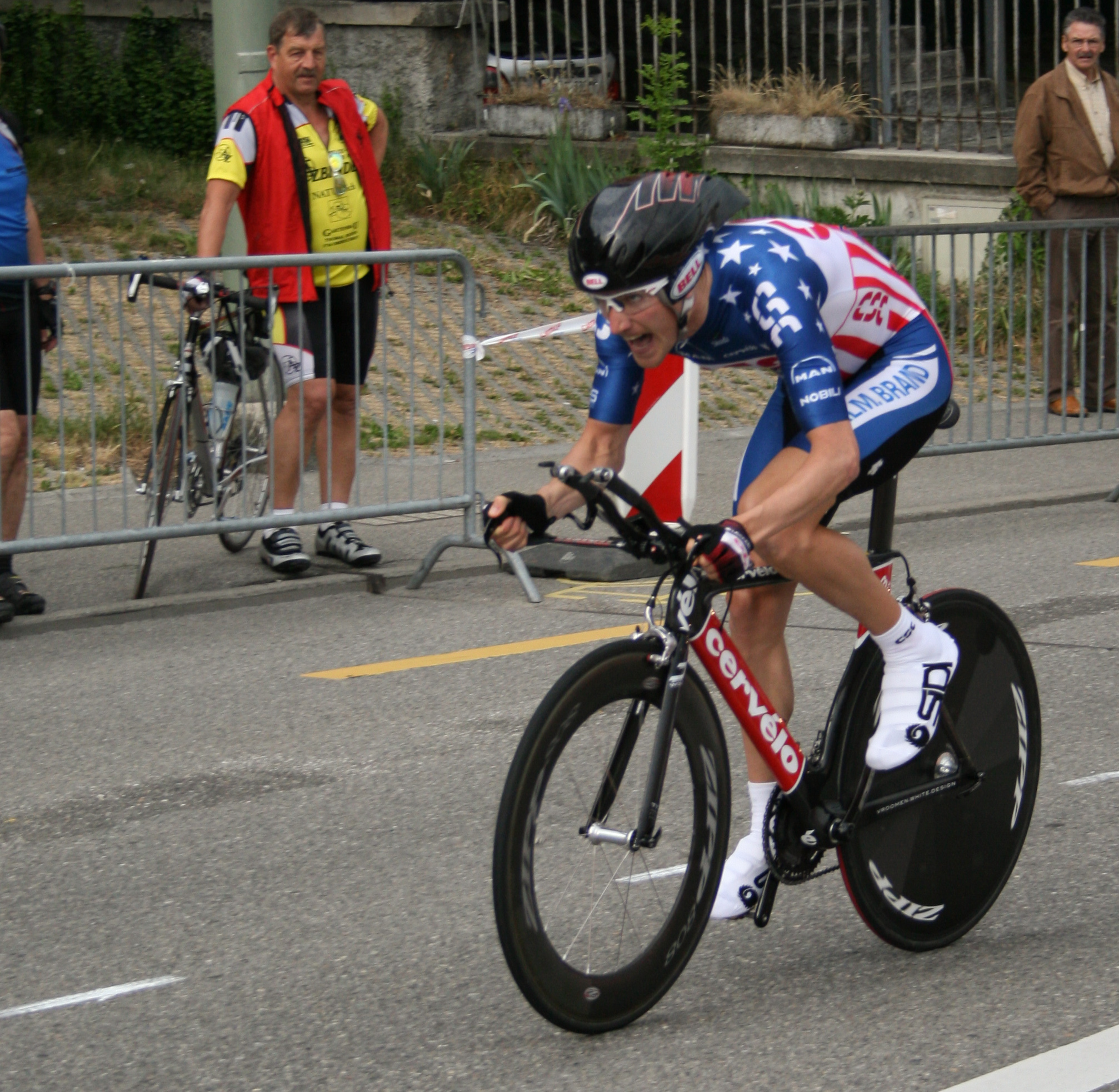
David Zabriskie won in 2006

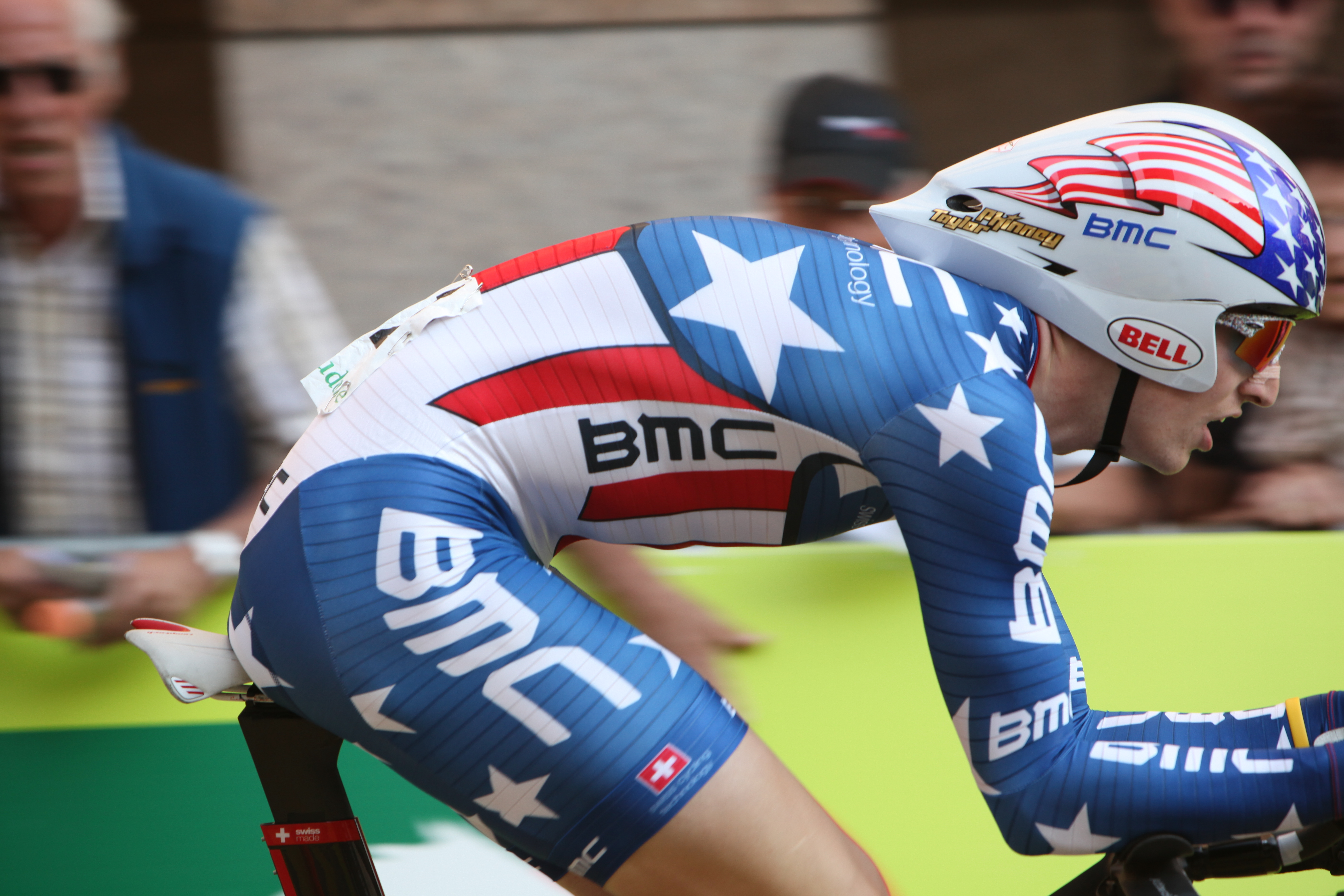
Taylor Phinney won in 2010

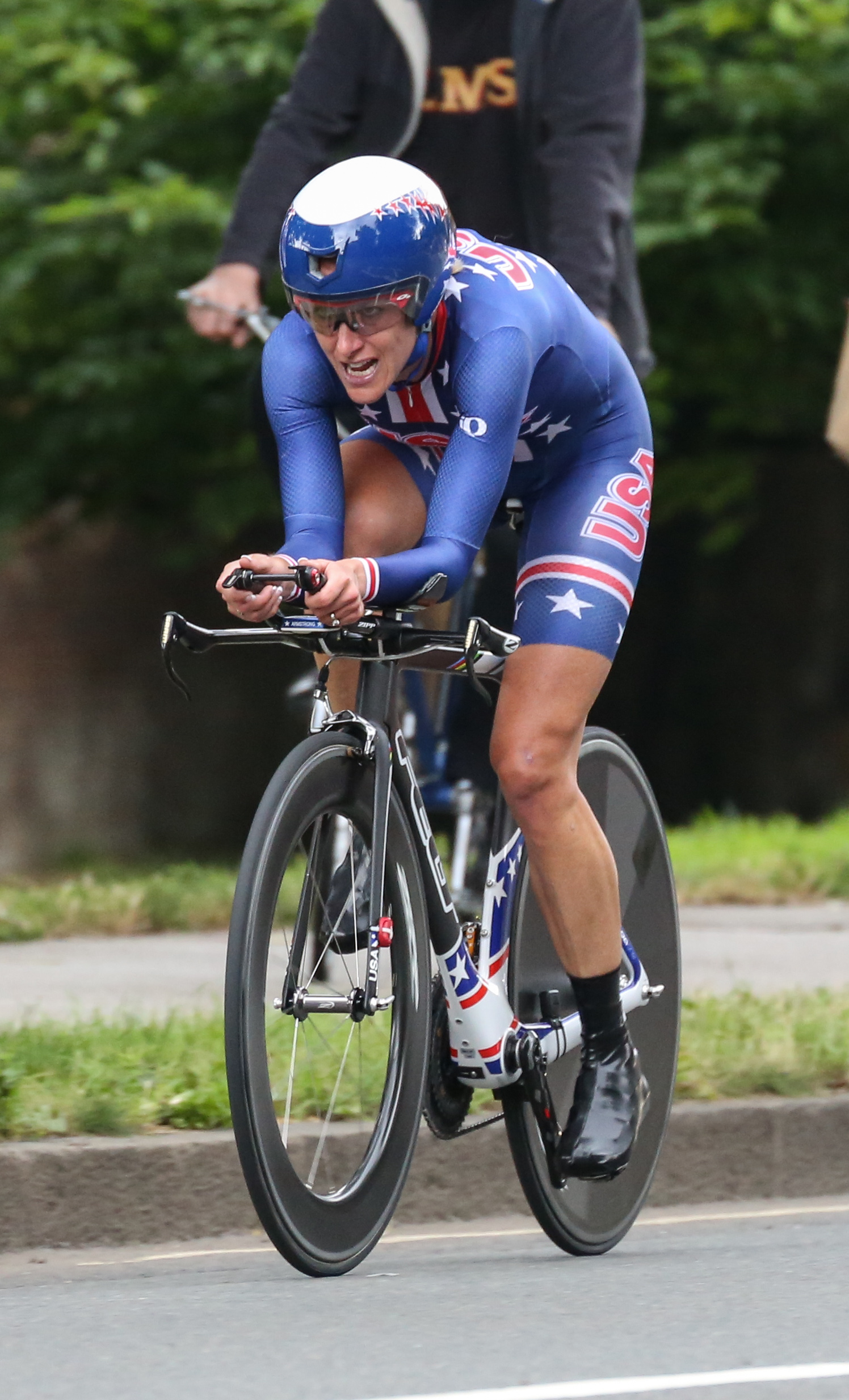
Kristin Armstrong won in 2015

| Jaar | Goud               | Zilver             | Brons                 |
| ---- | ------------------ | ------------------ | --------------------- |
| 1975 | Wayne Stetina      | John Howard        | Bill Gallagher        |
| 1976 | John Howard        | Tom Margevicius    | Harold Klein          |
| 1977 | Paul Deem          | Alan Kingsbery     | Bill Watkins          |
| 1978 | Andrew Weaver      | Tom Doughty        | Tom Sain              |
| 1979 | Andrew Weaver      | Tom Doughty        | George Mount          |
| 1980 | Tom Doughty        | Kevin Lutz         | Wayne Stetina         |
| 1981 | Tom Doughty        | Wayne Stetina      | Dale Stetina          |
| 1982 | Andrew Weaver      |                    |                       |
| 1983 | Ron Kiefel         | Kevin Lutz         | Andrew Paulin         |
| 1984 | Thurlow Rogers     |                    |                       |
| 1985 | Kent Bostick       |                    |                       |
| 1986 | Karl Maxon         |                    |                       |
| 1987 | Norman Alvis       |                    |                       |
| 1988 | John Frey          |                    |                       |
| 1989 | Nathan Sheafor     |                    |                       |
| 1990 | Steve Hegg         |                    |                       |
| 1991 | Kent Bostick       |                    |                       |
| 1992 | John Stenner       |                    |                       |
| 1993 | Scott Mercier      |                    |                       |
| 1994 | Clay Moseley       |                    |                       |
| 1995 | Steve Hegg         |                    |                       |
| 1996 | Steve Hegg         |                    |                       |
| 1997 | Jonathan Vaughters | Norman Alvis       | Colby Pearce          |
| 1998 | Dylan Casey        | Norman Alvis       | Frank McCormack       |
| 1999 | Levi Leipheimer    | Steve Hegg         | Chris Wherry          |
| 2000 | Adham Sbeih        | John Lieswyn       | Steve Hegg            |
| 2001 | Trent Klasna       | Adham Sbeih        | Doug Ziewacz          |
| 2002 | Dylan Casey        | Chris Horner       | Chris Baldwin         |
| 2003 | Chris Baldwin      | Tom Danielson      | Jason McCartney       |
| 2004 | David Zabriskie    | John Lieswyn       | Kenny Williams        |
| 2005 | Chris Baldwin      | Jeff Louder        | Bernard Van Ulden     |
| 2006 | David Zabriskie    | Chris Baldwin      | Jason McCartney       |
| 2007 | David Zabriskie    | Danny Pate         | Timothy Duggan        |
| 2008 | David Zabriskie    | Tom Zirbel         | Christian Vande Velde |
| 2009 | David Zabriskie    | Scott Zwizanski    | Bernard Van Ulden     |
| 2010 | Taylor Phinney     | Levi Leipheimer    | Bernard Van Ulden     |
| 2011 | David Zabriskie    | Tom Zirbel         | Matthew Busche        |
| 2012 | David Zabriskie    | Tejay van Garderen | Brent Bookwalter      |
| 2013 | Tom Zirbel         | Brent Bookwalter   | Nate Brown            |
| 2014 | Taylor Phinney     | Tom Zirbel         | David Williams        |
| 2015 | Andrew Talansky    | Ben King           | David Williams        |
| 2016 | Taylor Phinney     | Tom Zirbel         | Alexey Vermeulen      |
| 2017 | Joey Rosskopf      | Brent Bookwalter   | Neilson Powless       |
| 2018 | Joey Rosskopf      | Chad Haga          | Brent Bookwalter      |
| 2019 | Ian Garrison       | Neilson Powless    | George Simpson        |
|      |                    |                    |                       |
| 2021 | Lawson Craddock    | Chad Haga          | Tejay van Garderen    |
| 2022 | Lawson Craddock    | Magnus Sheffield   | George Simpson        |
| 2023 | Brandon McNulty    | William Barta      | Joey Rosskopf         |
| 2024 | Brandon McNulty    | Tyler Stites       | Neilson Powless       |
| 2025 | Artem Shmidt       | Anders Johnson     | Joshua Lebo           |

## Vrouwen

### Wegwedstrijd
| Jaar | Goud                      | Zilver                | Brons                     |
| ---- | ------------------------- | --------------------- | ------------------------- |
| 1953 | Nancy Neiman              |                       |                           |
| 1954 | Nancy Neiman              |                       |                           |
|      |                           |                       |                           |
| 1956 | Nancy Neiman              |                       |                           |
| 1957 | Nancy Neiman              |                       |                           |
|      |                           |                       |                           |
| 1966 | Audrey McElmury           |                       |                           |
| 1967 | Nancy Burghart            | Jeanette Hawley       | Kathy Fitzpatrick         |
| 1968 | Nancy Burghart            |                       |                           |
| 1969 | Nancy Burghart            | Donna Tobias          |                           |
| 1970 | Audrey McElmury           | Donna Tobias          | Kathy Ecroth              |
| 1971 | Mary Jane Reoch           |                       |                           |
| 1972 | Debbie Bradley            | Jeanne Omelenchuk     | Eileen Brennan            |
| 1973 | Eileen Brennan            | Carole Brennan        | Linda Stein               |
| 1974 | Jane Robinson             | Margy Saunders        | Kim Mumford               |
| 1975 | Linda Stein               | Mary Jane Reoch       | Carole Brennan            |
| 1976 | Connie Carpenter          | Mary Jane Reoch       | Susan Gurney              |
| 1977 | Connie Carpenter          | Jane Buyny            | Barbara Hintzen           |
| 1978 | Barbara Hintzen           | Betsy Davis           | Connie Carpenter          |
| 1979 | Connie Carpenter          | Beth Heiden           | Mary Jane Reoch           |
| 1980 | Beth Heiden               | Heidi Hopkins         | Mary Jane Reoch           |
| 1981 | Connie Carpenter          | Cindy Olavarri        | Madelyn Roese             |
| 1982 | Sue Novara                |                       | Rebecca Twigg             |
| 1983 | Rebecca Twigg             | Janelle Parks         | Cindy Olavarri            |
| 1984 | Rebecca Daughton          |                       |                           |
| 1985 | Rebecca Daughton          |                       |                           |
| 1986 | Katrin Tobin              |                       |                           |
| 1987 | Janelle Parks             |                       |                           |
| 1988 | Inga Thompson             |                       |                           |
| 1989 | Juliana Furtado           |                       |                           |
| 1990 | Ruthie Matthes            | France Marion Clignet | Karen Livingston-Bliss    |
| 1991 | Inga Thompson             | Maureen Manley        | Ruthie Matthes            |
| 1992 | Jeanne Golay              | Inga Thompson         | Linda Brenneman           |
| 1993 | Inga Thompson             | Karen Kurreck         | Alison Dunlap             |
| 1994 | Jeanne Golay              | Deirdre Demet-Barry   | Carmen Richardson         |
| 1995 | Jeanne Golay              | Laura Charameda       | Julie Young               |
| 1996 | Deirdre Demet-Barry       | Heather Albert-Hall   | Alison Dunlap             |
| 1997 | Louisa Jenkins            | Mari Holden           | Deirdre Demet-Barry       |
| 1998 | Pamela Schuster           | Kendra Wenzel         | Deirdre Demet-Barry       |
| 1999 | Mari Holden               | Julie Young           | Kendra Wenzel             |
| 2000 | Nicole Freedman           | Pamela Schuster       | Mina Pizzini              |
| 2001 | Kimberly Bruckner Baldwin | Amber Neben           | Suzanne Sonye             |
| 2002 | Jessica Phillips          | Amber Neben           | Tina Pic                  |
| 2003 | Amber Neben               | Kristin Armstrong     | Kimberly Bruckner Baldwin |
| 2004 | Kristin Armstrong         | Christine Thorburn    | Tina Pic                  |
| 2005 | Katheryn Curi Mattis      | Lynn Gaggioli         | Tina Pic                  |
| 2006 | Kristin Armstrong         | Christine Thorburn    | Amber Neben               |
| 2007 | Mara Abbott               | Kristin Armstrong     | Amber Neben               |
| 2008 | Brooke Miller             | Tina Pic              | Katharine Carroll         |
| 2009 | Meredith Miller           | Chrissy Ruiter        | Kristin LaSasso           |
| 2010 | Mara Abbott               | Shelley Evans         | Carmen Small              |
| 2011 | Robin Farina              | Andrea Dvorak         | Amanda Miller             |
| 2012 | Megan Guarnier            | Lauren Hall           | Carmen Small              |
| 2013 | Jade Wilcoxson            | Lauren Hall           | Alison Powers             |
| 2014 | Alison Powers             | Megan Guarnier        | Evelyn Stevens            |
| 2015 | Megan Guarnier            | Coryn Rivera          | Tayler Wiles              |
| 2016 | Megan Guarnier            | Coryn Rivera          | Mandy Heintz              |
| 2017 | Amber Neben               | Coryn Rivera          | Ruth Winder               |
| 2018 | Coryn Rivera              | Megan Guarnier        | Emma White                |
| 2019 | Ruth Winder               | Coryn Rivera          | Emma White                |
|      |                           |                       |                           |
| 2021 | Lauren Stephens           | Coryn Rivera          | Veronica Ewers            |
| 2022 | Emma Langley              | Lauren De Crescenzo   | Lauren Stephens           |
| 2023 | Chloé Dygert              | Coryn Labecki         | Skylar Schneider          |
| 2024 | Kristen Faulkner          | Ruth Edwards          | Coryn Labecki             |
| 2025 | Kristen Faulkner          | Lauren Stephens       | Katherine Sarkisov        |

### Tijdrit
| Jaar | Goud                      | Zilver              | Brons                  |
| ---- | ------------------------- | ------------------- | ---------------------- |
| 1975 | Mary Jane Reoch           | Lyn Lemaire         | Margy Saunders         |
| 1976 | Lyn Lemaire               | Mary Jane Reoch     | Hannah North           |
| 1977 | Lyn Lemaire               | Mary Jane Reoch     | Connie Carpenter       |
| 1978 | Esther Salmi              | Lyn Lemaire         | Cary Peterson          |
| 1979 | Beth Heiden               | Connie Carpenter    | Mary Jane Reoch        |
| 1980 | Beth Heiden               | Mary Jane Reoch     | Betsy Davis            |
| 1981 | Connie Carpenter          | Hannah North        | Cindy Olavarri         |
| 1982 | Rebecca Twigg             | Connie Carpenter    |                        |
| 1983 | Cindy Olavarri            | Deborah Shumway     | Susan Ehlers           |
| 1984 | Patti Cashman             |                     |                        |
| 1985 | Elizabeth Larsen          |                     |                        |
| 1986 | Jane Marshall             |                     |                        |
| 1987 | Inga Benedict             |                     |                        |
| 1988 | Phyllis Hines             |                     |                        |
| 1989 | Jeanne Golay              |                     |                        |
| 1990 | Inga Thompson             |                     |                        |
| 1991 | Inga Thompson             |                     |                        |
| 1992 | Jeanne Golay              |                     |                        |
| 1993 | Rebecca Twigg             |                     |                        |
| 1994 | Rebecca Twigg             |                     |                        |
| 1995 | Mari Holden               | Jeanne Golay        | Deirdre Demet-Barry    |
| 1996 | Mari Holden               | Alison Dunlap       | Linda Brenneman        |
| 1997 | Elizabeth Emery           | Deirdre Demet-Barry | Rebecca Twigg          |
| 1998 | Mari Holden               | Karen Kurreck       | Giana Roberge-Goldberg |
| 1999 | Mari Holden               | Elizabeth Emery     | Emily Robbins          |
| 2000 | Mari Holden               | Karen Kurreck       | Pamela Schuster        |
| 2001 | Kimberly Bruckner Baldwin | Mari Holden         | Pamela Schuster        |
| 2002 | Kimberly Bruckner Baldwin | Amber Neben         | Tina Pic               |
| 2003 | Kimberly Bruckner Baldwin | Deirdre Demet-Barry | Amber Neben            |
| 2004 | Christine Thorburn        | Amber Neben         | Deirdre Demet-Barry    |
| 2005 | Kristin Armstrong         | Amber Neben         | Christine Thorburn     |
| 2006 | Kristin Armstrong         | Amber Neben         | Christine Thorburn     |
| 2007 | Kristin Armstrong         | Amber Neben         | Christine Thorburn     |
| 2008 | Alison Powers             | Mara Abbott         | Christine Ruiter       |
| 2009 | Jessica Phillips          | Evelyn Stevens      | Alison Powers          |
| 2010 | Evelyn Stevens            | Amber Neben         | Mara Abbott            |
| 2011 | Evelyn Stevens            | Amber Neben         | Kristin Armstrong      |
| 2012 | Amber Neben               | Evelyn Stevens      | Alison Powers          |
| 2013 | Carmen Small              | Kristin McGrath     | Alison Powers          |
| 2014 | Alison Powers             | Carmen Small        | Tayler Wiles           |
| 2015 | Kristin Armstrong         | Carmen Small        | Amber Neben            |
| 2016 | Carmen Small              | Amber Neben         | Kristin Armstrong      |
| 2017 | Amber Neben               | Lauren Stephens     | Leah Thomas            |
| 2018 | Amber Neben               | Tayler Wiles        | Emma White             |
| 2019 | Amber Neben               | Chloé Dygert        | Leah Thomas            |
|      |                           |                     |                        |
| 2021 | Chloé Dygert              | Amber Neben         | Leah Thomas            |
| 2022 | Leah Thomas               | Amber Neben         | Zoe Ta-Perez           |
| 2023 | Chloé Dygert              | Lauren Stephens     | Amber Neben            |
| 2024 | Taylor Knibbs             | Kristen Faulkner    | Amber Neben            |
| 2025 | Emily Ehrlich             | Kristen Faulkner    | Alia Shafi             |